# Euryzygomatomys spinosus
Euryzygomatomys spinosus је врста глодара из породице бодљикави или чекињасти пацови (лат. Echimyidae).

## Распрострањење
Ареал врсте је ограничен на мањи број држава. Врста има станиште у Бразилу, Аргентини и Парагвају.

## Станиште
Станишта врсте су шуме и травна вегетација.

## Угроженост
Ова врста није угрожена, и наведена је као последња брига јер има широко распрострањење.